# Karin Riis-Jørgensen
Karin Riis-Jørgensen (* 7. November 1952 in Kerteminde) ist eine dänische Politikerin und war von 1994 bis 2009 Mitglied des Europäischen Parlaments als Abgeordnete der Partei Venstre.

## Leben
Riis-Jørgensen schloss 1978 ein Jura-Studium ab und war von 1979 bis 1989 für den Verband dänischer klein- und mittelständischer Unternehmen in Kopenhagen und Brüssel tätig. Danach arbeitete sie zwischen 1989 und 1994 als Abteilungsleiterin  bei Coopers & Lybrand.
Sie war Vizevorsitzende der Allianz der Liberalen und Demokraten für Europa und Vertreterin der Kommission für Wirtschaft und Finanzen. Außerdem war sie eine Vertreterin der Kommission für Binnenmarkt und Verbraucherschutz und Mitglied der Delegationen für die Beziehungen zu China und den USA.
Sie ist Vorsitzende der Lobbygruppe European Privacy Association, die sie zusammen mit Pat Cox 2009 gegründet hat.
Sie lebt in Rom, mit ihrem Ehemann Birger Riis-Jørgensen, der dänischer Botschafter in Italien ist. Das Paar hat zwei Söhne.